# 정중지
정중지(1992년 9월 5일 ~ 2022년 9월 9일)는 대한민국의 배우, 모델이다.

## 방송
- 기황후 (2013)
- 너희들은 포위됐다 (2014)
- 별에서 온 그대 (2014)
- PRODUCE 101 시즌 2 (2017) - 발표순위 64위

## 공연
- 프리즌 (2015)
- 연애의 정석 (2015)

## 수상
- 인스타그램 영향력 있는 100인 (2015)